# William Fairfax
Pour les articles homonymes, voir Fairfax.
William Fairfax (1691–1757) est un fonctionnaire colonial de la Couronne britannique qui devint gouverneur de la colonie de Virginie. Gérant l'immense concession de Northern Neck pour le compte de son cousin Thomas Fairfax de Cameron, il établit sa propre plantation, « Belvoir », sur le site de l'actuelle ville d'Alexandria, non loin de Washington.

## Ses débuts dans les colonies
William Fairfax est né à Londres en 1691, petit-fils de Henry Fairfax. Adolescent, il partit pour les colonies des Antilles britanniques, où il servit en tant que receveur des douanes à la Barbade.

## En poste aux Bahamas
Il épousa Sarah Walker (c. 1700 - 21 janvier 1731), fille d'un juge du tribunal militaire et gouverneur-délégué des Bahamas, et obtint ainsi la charge de procureur général des Bahamas dans l'administration du gouverneur britannique Woodes Rogers. Sarah était une mulâtresse par sa mère. Les Fairfax eurent d'abord une fille prénommée Anne, puis un fils, George William Fairfax, et une autre fille, Sarah.
William Fairfax succéda à Rogers au poste de gouverneur des Bahamas. Il était un cousin de Thomas Fairfax (6e lord Fairfax de Cameron), propriétaire de la concession de Northern Neck en Virginie. De sa résidence du château de Leeds, Lord Fairfax s'en remettait pour la gestion de ses terres de Virginie à toute une série de gérants. Lorsqu'en 1732 il apprit par la presse que son agent, Robert "King" Carter, venait de mourir et qu'il laissait une petite fortune à ses héritiers, Lord Fairfax décida de confier la gestion de ses 2 000 000 ha de terres à l'un de ses parents : il fit transférer William Fairfax, percepteur à Marblehead (Massachusetts), dans la colonie de Virginie comme receveur des douanes et percepteur des plantations du haut Potomac.

## Northern Neck et la Virginie
À la mort de sa femme, William Fairfax épousa Deborah Clarke, qui lui donna trois fils : Thomas, William Henry dit Billy, Bryan ; et une fille, Hannah. 

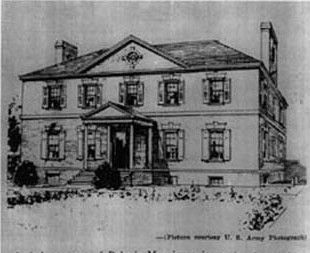
Croquis de Belvoir Manor avant sa destruction.

Entre 1738 et 1741, William Fairfax et sa femme vécurent le long du Potomac, à un endroit dominant la propriété des Washington, qui deviendra par la suite Mount Vernon. Fairfax se fit construire un cottage en briques sur deux étages, achevé en 1741 et baptisé Belvoir Manor. Avec sa famille, il allait y résider 32 années. Les documents historiques et les vestiges archéologiques retrouvés à Belvoir Manor témoignent du confort raffiné dont bénéficiaient les Fairfax. Selon le bail de 1774, la maison est décrite comme spacieuse et confortable. Les Fairfax avaient fait importer la vaisselle de porcelaine. Resté vacant après la guerre d'Indépendance, ce manoir disparut dans un incendie en 1783.
Les Fairfax recevaient des visites de tous les notables de la colonie de Virginie, à commencer par les Washington. Le riche cousin, Thomas Fairfax de Cameron, fut le premier aristocrate britannique à s'établir dans les colonies ; il résida temporairement à Belvoir en 1747, avant de s'installer dans la vallée de la Shenandoah et d'aménager les terres de Greenway Court.  Malgré le luxe de leurs demeures et le raffinement de leur mobilier, les planteurs de la région : les Mason, les McCartys, les Washington etc. ne se complaisaient pas dans l'oisiveté : conscients des devoirs dus à leur rang, ils s'imposèrent comme l'élite politique, économique et religieuse de la colonie.
En 1741, William Fairfax fut élu à la « Chambre des Bourgeois » (House of Burgesses) et fit voter dès 1742 la loi portant partition du Comté de Prince William, qui se traduisit par la création du comté de Fairfax. Il fut par la suite président du tribunal et Lieutenant du comté.
Simultanément, il gérait ses terres et celles de son cousin, Lord Fairfax, et assuma cette tâche jusqu'en 1757.

## Lawrence et Anne Washington

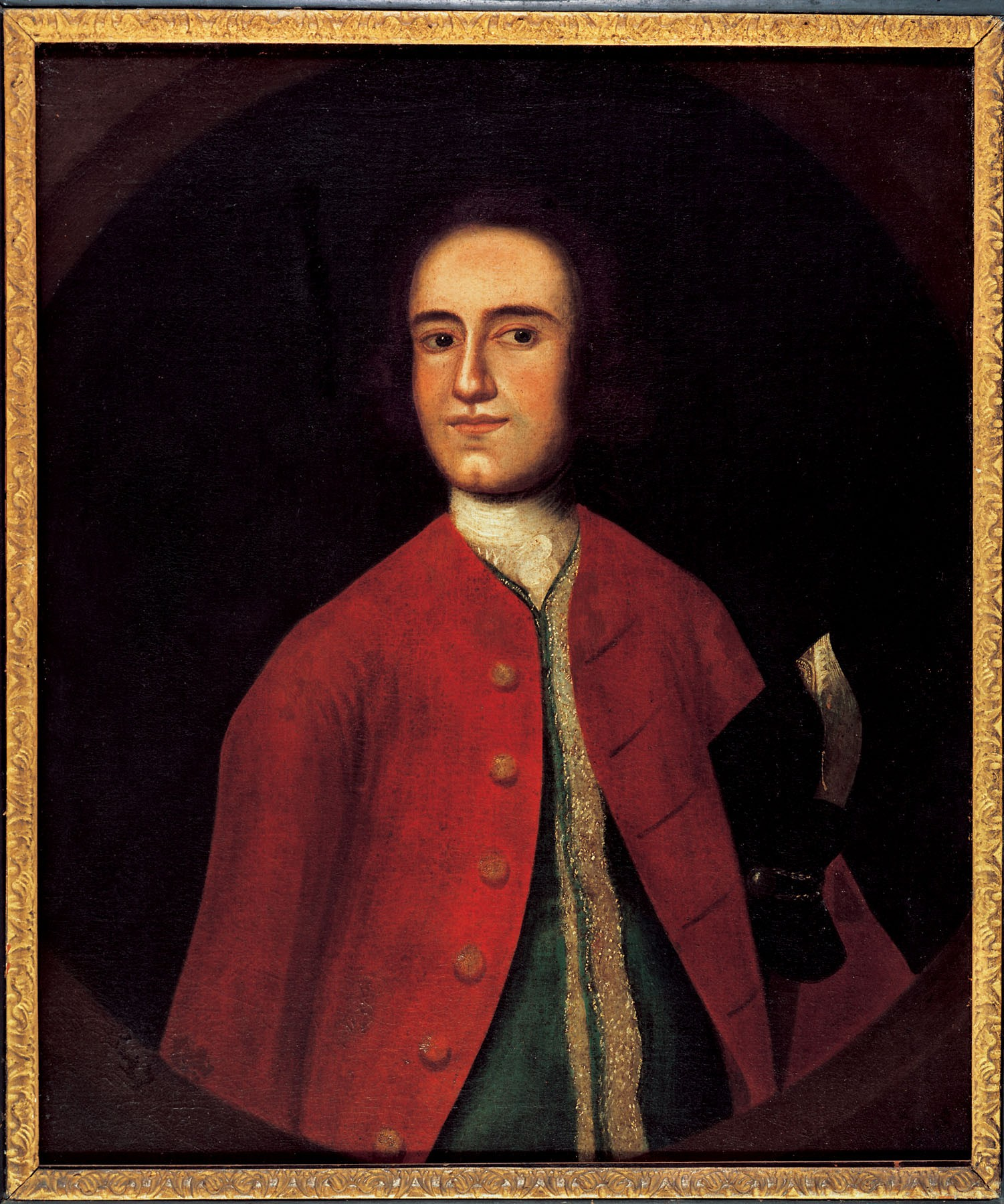
Lawrence_Washington (1718-1752) fut le gendre de William Fairfax.

Au printemps 1743, l'aînée des enfants Fairfax, Anne, révéla à ses parents qu'elle avait été violée par Charles Green, le pasteur anglican de la paroisse de Truro. Au mois de juin 1743, la jeune fille (âgée de seulement 15 ans) fut mariée à Lawrence Washington. Ce jeune homme de 25 ans revenait en héros en Virginie après deux ans de service dans la guerre des Antilles, où il s’était illustré comme capitaine des marines dans le Régiment des auxiliaires américains sous les ordres de l'amiral Edward Vernon, à bord du HMS Princess Caroline (un vaisseau de deuxième rang de 80 canons). À son retour en 1742, Washington avait été promu commandant (adjutant) de la milice de Virginie.  Les archives juridiques de cette époque donnent à penser que Lawrence Washington, en attendant la fin de la construction de Mount Vernon à Little Hunting Creek, a passé le printemps 1743 auprès de la famille Fairfax, dans leur propriété de Belvoir. En 1745 Washington lança des poursuites contre le pasteur Green ; avec le vieux William Fairfax, ils essayèrent, mais en vain, de destituer le prédicateur : Green disposait de nombreux appuis dans le comté, et l'affaire fut classée sans suite.
Lawrence et Anne Washington eurent quatre enfants, mais qui tous moururent en bas âge.

## Dernières années
Fairfax fut élu Président du Conseil du Gouverneur à Williamsburg, position équivalente à celle de Lieutenant-gouverneur de l’État de Virginie : à ce titre, il représenta la colonie lors d'une importante conférence avec la Confédération iroquoise à Albany (New York) en 1753. New York et la Colonie de Virginie négociaient l'accord des Iroquois pour permettre le passage et l'installation de nouveaux colons dans la vallée de la Shenandoah, où d'intenses combats les avaient opposés aux Indiens du sud.
En tant que doyen des magistrats du comté, William Fairfax était le commandant en titre de la milice du comté, avec rang de colonel. C'était un titre essentiellement honorifique, qui ne rapportait ni indemnité ni prérogatives, et pour lequel il n'existait aucune perspective de promotion. L'exercice réel du commandement était confié à un Adjutant (correspondant au grade de commandant).
Dans son testament de 1757, Fairfax lègue Belvoir et la plantation de Springfield, d'une superficie de 570 ha, à son fils aîné George William Fairfax. Il lègue la plantation de Towlston Grange, d'une superficie de 2 200 ha, à son fils benjamin Bryan Fairfax ; enfin il laisse 1 325 ha de terrain dans le comté de Culpeper à sa fille Hannah.
George William Fairfax avec sa femme Sally Cary habitèrent Belvoir jusqu'en 1773. N'ayant pas eu d'enfants, il repartirent en Angleterre ; la guerre d'Indépendance les tint éloignés de la Virginie. Dans une lettre à son ami George Washington, Fairfax le prie de veiller sur la propriété et d'essayer de la louer.